# اللغة السيبوانية
السيبوانية (Sinugboanon)، التي يشير إليها معظم متحدثيها بالاسم بينيسايا (Binisaya)، (أوفيسايان (Visayan) باللغة الإنجليزية)، هي لغة أسترونيزية يتحدث بها حوالي 21 مليون نسمة في الفلبين ويقطن معظمهم في فيسايا الوسطى ومعظمهم ينتمون إلى مجموعة بيسايا العرقية. وهي اللغة الأكثر انتشارًا من بين اللغات في المجموعة العرقية الفرعية المسماة بيسايان وترتبط بشكل وثيق باللغات الفليبينية الأخرى.
كما تعد أكثر لغة أصلية تُنطق بواسطة السكان الفليبنيين على الرغم من عدم تدريسها في المدارس والجامعات. وهي لغة تواصل مشتركة لفيساياس الوسطى وأجزاء من مندناو. ولقد تم اشتقاق اسم السيبوانية من جزيرة سيبو حيث تحظى هذه اللهجة بانتشار واسع.
يخلط معظم الأشخاص بين مصطلحي بينيسايا وبيسايا، حيث يشير المصطلح بيسايا إلى الأشخاص الذين يعيشون في منطقة فيساياس. أما الاسم بينيسايا أو السيبوانية، فيشير إلى اللغة المُتحدثة في سيبو وبوهول ونيجروز الشرقية وبعض أجزاء ليّتي وسمار ومندناو.
حازت السيبوانية على رمز مكون من ثلاثة حروف ceb في تصنيف أيزو 639-2 للغات ولكنها لم تحصل على رمز ثنائي الحروف تبعًا لتصنيف أيزو 639-1.

## تأثرها باللغة الإسبانية
كحال أغلب لغات الفلبين، فإن اللغة السيبوانية هي الأخرى تأثرت باللغة الإسبانية بحكم ان الفلبين تعرضت للغزو الإسباني لأكثر من 3 قرون

## التوزيع
يتم التحدث بالسيبوانية في سيبو وبوهول ونيجروز الشرقية والأجزاء الغربية من ليّتي وأجزاء من سمار ونيجروز الغربية وجزر بيليران، والمنطقة الجنوبية لجزيـرة ماسباته ومندناو. تتميز بعض اللهجات السيبيوانية بأسماء مختلفة لهذه اللغة. وقد تشير المجموعات العرقية من بوهول إلى السيبوانية على أنها لغة بوهولانو|بول أنون (Bol-anon) بينما يعرف متحدثو السيبوانية في ليّتي لكنتهم بأنها كانا (Kana) (ليتينو (Leyteño)). ويشير المتحدثون في مندناو ولوزون إلى اللغة ببساطة على أنها بينيسايا أو بيسايا ومثل هذا الاسم غير متفق عليه من قبل متحدثيها لأنه يقصره على السيبوانية فقط ولا يربطه باللغات الفيسايانية الأخرى مثل واراي-واراي وهيليجاينون

## وصلات خارجية
- Cebuano English Searchable Dictionary
- Ethnologue report for Cebuano
- John U. Wolff, A Dictionary of Cebuano Visayan: Volume I, Volume II, searchable interface, Downloadable text at Project Gutenberg
- Ang Dila Natong Bisaya
- Lagda Sa Espeling Rules of Spelling (Cebuano)
- Language Links.org - Philippine Languages to the world - Cebuano Lessons
- Language Links.org - Philippine Languages to the World
- Online E-book of Spanish-Cebuano Dictionary, published in 1898 by Fr. Felix Guillén